# My Own Prison
My Own Prison – debiutancki album formacji Creed. Został wydany 24 czerwca 1997 roku. Płyta osiągnęła status sześciokrotnej platyny i jest w pierwszej dwusetce najlepiej sprzedających się albumów w Stanach Zjednoczonych wszech czasów.

## Lista utworów
1. "Torn" (Stapp/Tremonti) – 6:23
2. "Ode" (Stapp/Tremonti) – 4:58
3. "My Own Prison" (Stapp/Tremonti) – 4:58
4. "Pity for a Dime" (Stapp/Tremonti) – 5:29
5. "In America" (Stapp/Tremonti) – 4:58
6. "Illusion" (Stapp/Tremonti) – 4:37
7. "Unforgiven" (Stapp/Tremonti) – 3:38
8. "Sister" (Stapp/Tremonti) – 4:56
9. "What's This Life For" (Stapp/Tremonti) – 4:08
10. "One" (Stapp/Tremonti) – 5:03
11. "Bound & Tied" – 5:35 (Stapp/Tremonti) (bonus)

## Twórcy
- Scott Stapp - wokal prowadzący, autor tekstów
- Mark Tremonti - gitara, wokal wspierający
- Brian Marshall - gitara basowa
- Scott Phillips - perkusja